# Национальный институт онкологии (США)
Национальный институт онкологии (англ. National Cancer Institute, NCI) является подразделением Национальных институтов здравоохранения США (NIH) — одного из 11 управлений, входящих в состав Министерства здравоохранения и социальных служб США. NCI координирует Национальную программу США по изучению злокачественных новообразований, а также проводит и поддерживает исследовательскую деятельность, подготовку кадров, распространение медицинской информации и другую деятельность, связанную с причинами, профилактикой, диагностикой и лечением злокачественных новообразований; поддержкой онкологических пациентов и их семей; выживаемостью при злокачественных новообразованиях. С 10 июня 2017 г. директором NCI является Норман Шарплесс.
Национальный институт онкологии самостоятельно проводит крупномасштабные исследовательские программы в г. Бетесда (штат Мэриленд) и своем подразделении NCI-Frederick в Форт-Детрике, расположенном в г. Фредерик (штат Мэриленд). Кроме того, NCI финансирует исследователей в сфере онкологии в различных регионах США.